# 劉承彥
劉承彥（2001年7月8日—）為臺灣男子籃球運動員，場上位置為控球后卫，現效力於P. LEAGUE+高雄鋼鐵人。
劉承彥來自南投，擁有賽德克族血統，出身埔里國中、東山高中與義守大學，2022年夏天入選中華培訓隊參加BE HEROES籃球經典賽與跨聯盟籃球邀請賽。2023年7月11日，劉承彥在P. LEAGUE+新人選秀會第二輪獲得高雄17直播鋼鐵人青睞。7月25日，鋼鐵人宣布與劉承彥完成簽約。

## 外部連結
- 劉承彥在P. LEAGUE+
- 劉承彥在Eurobasket.com（球員）（英语）
- 劉承彥在Flashscore（英语）